# Побои
Побои — преступление, в котором непосредственный объект преступления — телесная неприкосновенность человека. 
Объективная сторона преступления выражается в нанесении ударов (побоев или иных насильственных действий), следствием которых в лучшем случае могут быть ссадины или кровоподтёки, а также иные последствия. Процесс нанесения побоев называется избиением.

## Ответственность за преступление в разных странах
В разных государствах и странах за преступление против телесной неприкосновенности человека (побоев) предусмотрена ответственность.

### Азербайджан
В соответствии со статьёй 132 Уголовного кодекса Азербайджанской Республики умышленное нанесение побоев или совершение иных насильственных действий, причинивших физическую боль, но не повлёкших за собой кратковременное расстройство здоровья или незначительную утрату общей трудоспособности, наказываются штрафом в размере до двухсот минимальных размеров оплаты труда, либо общественными работами на срок до двухсот сорока часов, либо исправительными работами на срок до одного года, либо лишением свободы на срок до шести месяцев.

### Армения
В соответствии со статьёй 118 Уголовного кодекса Республики Армения нанесение побоев или совершение иных насильственных действий, не повлёкших за собой кратковременное расстройство здоровья или незначительную стойкую утрату общей трудоспособности, наказывается штрафом в размере не свыше стократного размера минимальной заработной платы, либо исправительными работами на срок не свыше одного года, либо арестом на срок не свыше двух месяцев.

### Грузия
В соответствии со статьёй 125 Уголовного кодекса Грузии побои или иное насилие, причинившие физическую боль потерпевшему, но не повлёкшие кратковременное расстройство или незначительную либо нестойкую утрату общей трудоспособности, наказываются штрафом или общественно полезным трудом на срок от ста двадцати до ста восьмидесяти часов, или исправительными работами на срок до пятнадцати месяцев, либо арестом на срок до двух месяцев.

### Латвия
В соответствии с пунктом 1 статьи 130 Уголовного кодекса Латвийской Республики умышленное причинение телесного повреждения, не вызвавшего расстройства здоровья или утрату общей трудоспособности (лёгкое телесное повреждение), а также умышленное избиение, не вызвавшее указанных последствий, наказываются арестом или принудительными работами, или денежным штрафом до десяти минимальных месячных заработных плат.

### Россия
В соответствии со статьёй 116 Уголовного кодекса Российской Федерации нанесение побоев или совершение иных насильственных действий, причинивших физическую боль, но не вызвавших кратковременное расстройство здоровья или незначительную стойкую утрату общей трудоспособности, совершённое из хулиганских побуждений или по мотивам политической, идеологической, расовой, национальной, религиозной ненависти или вражды либо по мотивам ненависти или вражды в отношении какой-либо социальной группы, наказываются обязательными работами на срок до трёхсот шестидесяти часов, либо исправительными работами на срок до одного года, либо ограничением свободы на срок до двух лет, либо принудительными работами на срок до двух лет, либо арестом на срок до шести месяцев, либо лишением свободы на срок до двух лет.

### Эстония
В соответствии со статьёй 113 Уголовного кодекса Эстонской Республики умышленное причинение лёгкого телесного повреждения, а также умышленное нанесение ударов, побоев или иные насильственные действия над личностью, причинившие физическую боль, наказываются штрафом или арестом.